# Biskupská kupa
Biskupská kupa är ett berg i Tjeckien.   Det ligger i regionen Mähren-Schlesien, i den östra delen av landet, 210 km öster om huvudstaden Prag. Toppen på Biskupská kupa är 890 meter över havet, eller 225 meter över den omgivande terrängen. Bredden vid basen är 4,3 km.
Terrängen runt Biskupská kupa är huvudsakligen kuperad, men norrut är den platt.Runt Biskupská kupa är det ganska glesbefolkat, med 22 invånare per kvadratkilometer. Närmaste större samhälle är Zlaté Hory, 2,4 km väster om Biskupská kupa. I omgivningarna runt Biskupská kupa växer i huvudsak blandskog.